# Makamba (provincie)
Makamba is een van de provincies van Burundi en beslaat de zuidelijke punt van dat
land. De provincie meet bijna 2000 vierkante kilometer en had in 1999 en geschat aantal
inwoners van bijna 360.000. De provinciale hoofdstad is Makamba.

## Grenzen
De provincie Makamba grenst aan twee buurlanden van Burundi:
- De provincie Zuid-Kivu van Congo-Kinshasa in het (zuid)westen.
- De regio Kigoma van Tanzania in het zuidoosten.

Makamba deelt nog een grens met drie andere provincies:
- Rumonge in het (noord)westen.
- Bururi in het noordwesten.
- Rutana in het noordoosten.

## Communes
De provincie is verder onderverdeeld in zes gemeenten:
- Kayogoro
- Kibago
- Mabanda

- Makamba
- Nyanza-Lac
- Vugizo

Bubanza · Bujumbura Mairie · Bujumbura Rural · Bururi · Cankuzo · Cibitoke · Gitega · Karuzi · Kayanza · Kirundo · Makamba · Muramvya · Muyinga · Mwaro · Ngozi · Rumonge · Rutana · Ruyigi